# سفارة إيطاليا لدى السعودية
سفارة إيطاليا لدى السعودية هي الممثلية الدبلوماسية العليا لدولة إيطاليا لدى المملكة العربية السعودية. تقع السفارة في حي السفارات في الرياض.